# 22 de desembre
El 22 de desembre és el tres-cents cinquanta-sisè dia de l'any del calendari gregorià i el tres-cents cinquanta-setè en els anys de traspàs. Queden 9 dies per a finalitzar l'any.

## Esdeveniments
Països Catalans
- 1898 - Barcelona: el pedagog Francesc Flos i Calcat funda l'Associació Protectora de l'Ensenyança Catalana, amb l'objectiu d'impulsar el model d'escola catalana segons els corrents pedagògics moderns.[1]
- 1909 - València: Es clou l'Exposició Regional Valenciana, una mostra del comerç i la indústria que comportà una gran remodelació arquitectònica de la ciutat.[2]
- 1979 - Madrid: El Butlletí Oficial de l'Estat publica la Llei Orgànica 4/1979, del 18 de desembre, de l'Estatut d'Autonomia de Catalunya.
- 2003 - Barcelona: l'Ajuntament recupera la bandera de Barcelona del 1906 i l'escut amb corona reial, amb la qual cosa deixa de ser vigent la simbologia modificada per l'alcalde Pasqual Maragall el 1996.

Resta del món
- 69 - Roma (Itàlia): amb la mort d'Aule Vitel·li, Vespasià esdevé emperador romà després que -el mateix any- Tiberi Alexandre, prefecte d'Egipte, l'en proclamés a Alexandria.
- 1216 - Roma (Itàlia): el papa Honori III aprova definitivament l'Orde de Predicadors.
- 1248 - Frankfurt (Alemanya): l'arxiduc Carles és coronat emperador d'Alemanya amb el nom de Carles VI.
- 1465 - Sint-Truiden (Principat de Lieja): se signa la Pau de Sint-Truiden que significa l'annexió de fet del principat de Lieja al ducat de Borgonya.
- 1849 - l'escriptor rus Fiodor Dostoievski és indultat moments abans de ser executat.
- 1872 - Es completa la publicació per capítols a Le Temps de la novel·la de Jules Verne, La volta al món en vuitanta dies.[3]
- 1885 - Ito Hirobumi, un samurai, es converteix en el primer ministre del Japó.
- 1888 - Tórshavn (Illes Fèroe)ː Se celebra la Reunió de Nadal, una trobada d'intel·lectuals feroesos que marca el tret de sortida del moviment nacional feroès.
- 1894 - a França, en l'anomenat cas Dreyfus, Alfred Dreyfus és condemnat per traïció.
- 1928 - les grans potències reconeixen l'autonomia duanera de la Xina.
- 1933 - es permet per primera vegada el vot a les dones a Espanya.
- 1936 - desembarca a Cadis, el primer contingent de 3.000 "Camises Negres" italians per unir-se als rebels en la Guerra Civil espanyola.
- 1938 - Berlín (Alemanya): Otto Hahn, director de química de l'Institut Kaiser Wilhelm de Berlín, i el seu equip aconsegueixen la primera fissió nuclear de la història.
- 1972 - Andes: Es localitzen amb vida setze dels quaranta-cinc passatgers que viatjaven en un avió uruguaià que s'havia estavellat als Andes dos mesos abans.
- 1990 - Polònia: Lech Wałęsa és nomenat president del país.
- 2004 - Vélizy-Villacoublay (Yvelines, l'illa de França, França): Jacques Chirac hi rep George Malbrunot i Christian Chesnot, els dos periodistes francesos segrestats 4 mesos a l'Iraq per l'exèrcit islàmic.[4]
- 2014 - En la República Popular de la Xina científics anuncien la troballa de material orgànic en un meteorit procedent de Mart.[5]

## Naixements
Països Catalans
- 1810 - Sabadell: Feliu Llonch i Mates, industrial tèxtil català.
- 1874 - Barcelona Josep Maria Sert i Badia, pintor i decorador català (m. 1945).
- 1874. Sitges: Joaquim Sunyer i de Miró, pintor català, considerat un dels màxims representants de l'estètica noucentista.
- 1889, Reus: Teresa Bartomeu Granell, esquiadora catalana pionera (m. 1969).[6]
- 1918 - Madrid: Mercè Gili i Maluquer, bibliotecària i mestra d'escola catalana exiliada a Mèxic.[7]
- 1927 - Barcelona: Josep Espar i Ticó, empresari, política i activista cultural català (m. 2022).
- 1932 - Roda de Ter: Emili Teixidor i Viladecàs, pedagog, periodista i escriptor en llengua catalana.
- 1941 - Maó: Ramon Coll i Huguet, pianista menorquí (m. 2023).
- 1951 - Rupit i Pruit, Osona: Àngel Colom i Colom, polític independentista català, dit "el Sis Ales" pel seu nom i cognoms.
- 1972 - Riudellots de la Selva: Sílvia Paneque i Sureda, química i política gironina, regidora de l'Ajuntament de Girona.[8]
- 1993 - Artà: Sergi Darder Moll, futbolista mallorquí.

Resta del món
- 1701 - Zeitz: Anna Magdalena Bach, cantant i compositora del segle xviii.[9]
- 1723 - Köthen, Alemanya: Karl Friedrich Abel, compositor alemany (m. 1787).
- 1853 - Jayrambati (Índia): Sarada Devi, de nom de naixement Saradamani Mukhopadhyaya, va ser una important líder espiritual hindú. (m. 1920).[10]
- 1856 - Potsdam (Nova York), EUA: Frank Billings Kellogg, polític nord-americà i premi Nobel de la Pau el 1929.
- 1858 - Lucca, Gran Ducat de Toscana: Giacomo Puccini, compositor d'òpera italià (m. 1924).[11]
- 1861 - Wernigerode: Hermann Gehrmann, músic i estudiós musical.
- 1867 - Opava (República Txeca): Joseph Maria Olbrich, arquitecte txec (m. 1908).
- 1868 - Zellhausenː Käthe Paulus, paracaigudista alemanya pionera i inventora.[12]
- 1873 - Vohenstrauß, Baviera, Imperi Alemany: Karl Weinmann, musicògraf alemany.
- 1883 - París, França: Edgard Varèse, compositor francès (m. 1965).[13]
- 1887 - Erode (Raj Britànic): Srinivasa Ramanujan (en tàmil: ஸ்ரீனிவாஸ ஐயங்கார் ராமானுஜன்), matemàtic indi (m. 1920).[14]
- 1895 - Viena: Trude Fleischmann, fotògrafa americana nascuda austríaca (m. 1990).
- 1903 - Bloomsburg, Pennsilvània (EUA): Haldan Keffer Hartline, metge i biofísic nord-americà, Premi Nobel de Medicina o Fisiologia de l'any 1967 (m. 1983).
- 1910 - Matanzas, Cuba: Dora Alonso, escriptora i periodista cubana (m. 2001).[15]
- 1939 - Nova York: Liliane Lijn, artista nord-americana resident a Londres que treballa en el camp de l'escultura.[16]
- 1949 - Douglas (illa de Man), Regne Unit: Maurice Gibb i Robin Gibb, cantants, compositors i productors anglesos, membres dels Bee Gees (m. 2003 i 2012).
- 1950 - Colotlán, Mèxic: José Victoriano Huerta Márquez, president interí de Mèxic.
- 1959 - Augsburg, Alemanya: Bernd Schuster, futbolista i entrenador alemany.
- 1960 - Nova York (EUA): Jean-Michel Basquiat, fou un pintor nord-americà (m. 1988).[17]
- 1962 - Ipswich, Suffolk, Regne Unit: Ralph Fiennes, actor britànic.[18]
- 1969 - Slovenj Gradec, Eslovènia: Andreja Katič, estadista eslovena i membre dels socialdemòcrates.
- 1972 - Saint-Maur-des-Fossés, França: Vanessa Paradis, cantant i actriu francesa.[19]
- 1976 - Saitama, Japó: Aya Takano, artista de manga, assagista de ciència-ficció i "superflat artist" japonesa.[20]
- 1984 - Halmstad, Suècia: Jonas Altberg, músic i DJ suec.
- 1985 - 
  - Collado Villalba, Espanya, Edurne, cantant espanyola.
  - Brockley, Londres: Kae Tempest, reconeguda poeta, dramaturga i intèrpret d'spoken word i rap.[21]

## Necrològiques
Països Catalans
- 1916, Barcelona: Manuel Giró i Ribé, compositor i organista català (n. 1848).
- 1976, Barcelona: Marina Noreg –o Marina Gubònina–, ballarina, mestra de ball i coreògrafa establerta a Barcelona (n. 1902).[22]
- 1995, Barcelona: Nèstor Luján, periodista, gastrònom i escriptor català (n. 1922).
- 2006, Barcelona: Cesc, dibuixant i pintor català (n. 1927).

Resta del món
- 69, Roma, Imperi Romà: Aule Vitel·li, emperador romà, mort assassinat arran de l'entrada a Roma del general Primus.
- 1693, Gdańsk, Polònia: Elisabeth Hevelius, astrònoma polonesa, coneguda com la "mare de la topografia lunar" (n. 1647).[23]
- 1745, Dresden, Saxònia, Sacre Imperi: Jan Dismas Zelenka, compositor barroc (66 anys).
- 1879, Madrid, Espanya: Gustavo Adolfo Bécquer, poeta espanyol.
- 1880, Nuneaton, Warwickshire (Anglaterra): Mary Ann Evans, més coneguda pel pseudònim George Eliot, fou una novel·lista, periodista i traductora anglesa (n. 1819).[24]
- 1890, París: Louise Marquet, ballarina i mestra de ball francesa.[25]
- 1926, París: Geneviève Halévy, influent salonnière francesa (n. 1849).[26]
- 1940, El Centro, Califòrnia, (EUA): Nathanael West (nom de naixement: Nathan Weinstein; novel·lista i guionistaestatunidenc pertanyent a la Generació perduda (n. 1903).[27]
- 1943, Lancashire,(Anglaterra): Beatrix Potter, o Helen Beatrix Potter, va ser una escriptora i il·lustradora britànica de literatura infantil i una botànica significativa (n. 1866).[28]
- 1944, Hollywood (EUA): Harry Langdon, actor i director cinematogràfic nord-americà i una de les principals figures de l'edat d'or del cinema còmic nord-americà (n. 1884).[29]
- 1965, Richmond, Surrey (Anglaterra): Richard Dimbleby, periodista i locutor anglès, que es va convertir en el primer corresponsal de guerra de la BBC (n. 1913).[30]
- 1969, Hollywood (EUA): Josef von Sternberg, director de cinema austríac, actiu als EUA (n. 1894).[31]
- 1971, Madrid: Amàlia de Isaura, cantant cupletista i actriu de teatre i de cinema espanyola.[32]
- 1987, Burbank, Los Angelesː Alice Terry, directora i actriu de cinema mut (n. 1899).[33]
- 1989, París, França: Samuel Beckett, escriptor irlandès i premi Nobel de Literatura el 1969 (83 anys)[34]
- 2002
  - Somerset, Anglaterra: John Graham Mellor, conegut com a Joe Strummer, cofundador, compositor, cantant i guitarrista de la banda punk britànica The Clash (n. 1952).[35]
  - Georgetown: Desmond Hoyte, president de Guyana (73 anys)
- 2005, Rio de Janeiro, Brasil: Aurora Miranda, cantant brasilera, germana de Carmen Miranda (m. 2005).[36]
- 2014, Crawford, Colorado, Estats Units: Joe Cocker, músic de rock i blues anglès (70 anys)
- 2015, Moaña: Aida Fernández Ríos, científica, doctora en biologia i oceanògrafa espanyola (n. 1947).[37]
- 2021 - Los Angeles, Califòrnia: Robin Le Mesurier, guitarrista britànic[38] (n. 1953)

## Festes i commemoracions
- Santoral: sants Honorat de Tolosa, bisbe; Queremó de Nilòpolis, màrtir; Francesca Xaviera Cabrini, verge i fundadora.
- Sorteig de la Loteria de Nadal espanyola.